# Antonio Borja
Antonio Borja (Sigüenza, 1660 - 1730) fue un escultor español. Seguntino, formado en Medina de Rioseco y establecido en Asturias realizó obra de nuerosos retablos en el norte de España.

## Biografía
En Madrid fue discípulo del vallisoletano Pedro Alonso de los Ríos. Es junto con José de Margotedo una de los escultores relevantes del barroco asturiano.